# チャンネルBB
チャンネルBBは、かつてソフトバンク傘下のビー・ビー・ファクトリー（現在はNBCユニバーサル傘下のNBCユニバーサルグローバル・ネットワークス・ジャパン）が運営していたコンピュータとテレビゲームの専門チャンネル。
1998年6月、コンピュータ・チャンネルとして放送開始。放送開始当初は、当時ソフトバンク傘下だった米国ジフ・デービス社が運営していた「ZDTV」（のちに運営主体が変わり「TechTV」にチャンネル名変更）からのコンテンツが中心だったが、次第にゲーム関連番組の比率が高くなり、2003年7月、ゲーム専門チャンネルに内容変更した。
2005年1月末で放送終了。放送終了に先立ち、2004年末からコンテンツの更新はコマーシャルをのぞいてほとんどなくなっていた。同チャンネルでは、翌2月1日からリアリティ番組専門チャンネル「リアリティTV」を放送開始（2008年3月末で放送終了）。なお、一部の番組はインターネット放送で引き続き視聴できた。

## 沿革
- 1996年9月5日　スカイニュース企画株式会社設立。
- 1998年4月　会社名をコンピュータ・チャンネル株式会社に変更。
- 1998年6月1日　コンピュータ・チャンネル、スカイパーフェクTV!（Ch.755）で放送開始。
- 2001年12月1日　会社名をビー・ビー・ファクトリー株式会社に変更。
- 2002年4月1日　スカイパーフェクTV!のチャンネル名を「Channel BB」に変更。また、プラット・ワンにて「BBTV」放送開始（委託放送事業者はシーエス・ワウワウ）。
- 2003年3月31日　「BBTV」放送終了。
- 2003年4月1日　Channel BB、ゲーム専門チャンネルに番組内容変更。
- 2003年7月1日　Channel BB、「チャンネルBB」にチャンネル名変更。
- 2004年12月8日　ソフトバンク・ブロードメディア株式会社（現・SBBM株式会社）が保有していたビー・ビー・ファクトリー株式をジュピター・プログラミング（現・ジュピターテレコム メディア事業部門）に売却。
- 2005年1月31日　チャンネルBB放送終了。